# Festival de Ortigueira
El Festival Internacional do Mundo Celta de Ortigueira, también conocido como Festival de Ortigueira, es un festival anual gratuito de música folk tradicional de las naciones celtas, fundado en 1978 por el personal de la Escola de gaitas de Ortigueira. Se suele celebrar el segundo fin de semana de cada julio en la localidad de Ortigueira, situada en el norte de la provincia de La Coruña en Galicia (España).
Se trata del mayor festival celta en número de asistentes de toda la península ibérica, con miles de asistentes en cada edición. En 2003 fue declarada Fiesta de interés turístico nacional, y en 2005 fue declarada Fiesta de interés turístico internacional. En 2022 ganaron el Premio de Música Martín Códax.
A lo largo de su historia han pasado por sus escenarios los grupos e intérpretes más significativos de la música celta, así como de la música popular y tradicional de Galicia y del noroeste de España.
El escenario principal se ubica en el puerto, con actuaciones de grupos de alto nivel y fama internacional. Asimismo, desde la edición de 2000 a la de 2010 se ubicó un escenario menor en las afueras del puerto donde se reunían nuevos grupos, denominado «Proxecto Runas». El ganador recibió un premio económico y un lugar para actuar en el escenario principal de la edición del año siguiente. Actualmente el proyecto de nuevos grupos se desarrolla en el escenario principal la noche del jueves.
En la playa de Morouzos y en el pinar, hay espacio disponible para que acampen las personas que acudan al festival.
En 2020, debido a la pandemia de COVID-19, se vieron obligados a suspenderlo.En 2021, a causa de una nueva ola de la pandemia, también se pospuso, con el anuncio de que el festival de 2022 sería el más largo de la historia, con ocho días de duración.

## Historia y grupos participantes en el Festival
La historia del festival se divide en tres etapas:
- De 1978 a 1987: Las diez primeras ediciones fueron organizadas, gestionadas y promovidas por personal de la Escola de Gaitas (Xabier Andrés Garrote Cobelo, José María Álvarez Marías, Álvaro Fernández Polo, Jesús Losada Otero y Francisco Bermúdez Garrote) y voluntarios locales; sin ningún tipo de ayuda institucional durante los primeros seis años, y con la —limitada— colaboración del Concello de Ortigueira y la Junta de Galicia en las últimas cuatro ediciones de esta primera etapa. Las actuaciones musicales se realizaban en un recinto vallado al que se accedía pagando una entrada, pero a partir de 1985 pasó a ser totalmente gratuito. Las dificultades económicas, el cansancio de los organizadores, la decadencia del público y la falta de interés institucional llevaron a su suspensión en 1988.
- De 1995 hasta 2019: Tras un paréntesis de siete años, el festival regresó en 1995 gracias al apoyo económico inicial de la Junta de Galicia, de la Diputación Provincial de La Coruña y, sobre todo, del ayuntamiento gobierno de Ortigueira, encabezado por su entonces alcalde, Jesús Varela Martínez. El ayuntamiento de Ortigueira relevó a la Escola de Gaitas en las tareas de organización del festival y pasó a recibir financiación de patrocinadores privados como Estrella Galicia, Gadisa, Coca-Cola y Abanca, entre otros.
- De 2022 hasta la actualidad: debido a la pandemia de COVID-19 no hubo ediciones en los años 2020 y 2021, volviendo a celebrarse de nuevo a partir de 2022.

Entre los grupos que participaron en las distintas ediciones del festival destacan artistas gallegos como Carlos Núñez, Milladoiro, Luar na Lubre o Berrogüetto, además de artistas españoles como Kepa Junquera, Hevia o Celtas Cortos, y también grupos internacionales como The Chieftains, Capercaillie, Gwendal, Lúnasa, Alan Stivell o Ialma, entre otros.

## Galería de imágenes

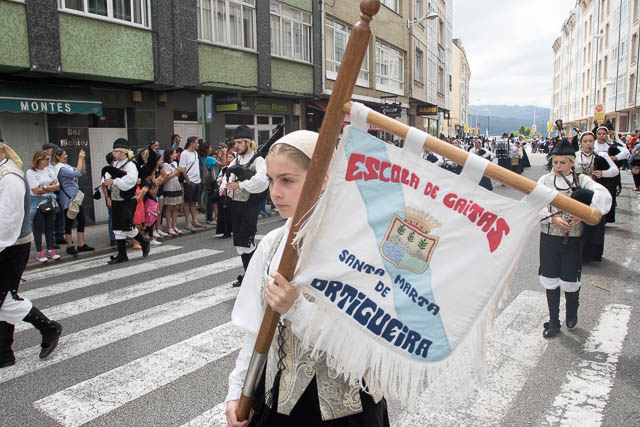
Desfile de la Escola de gaitas de Ortigueira
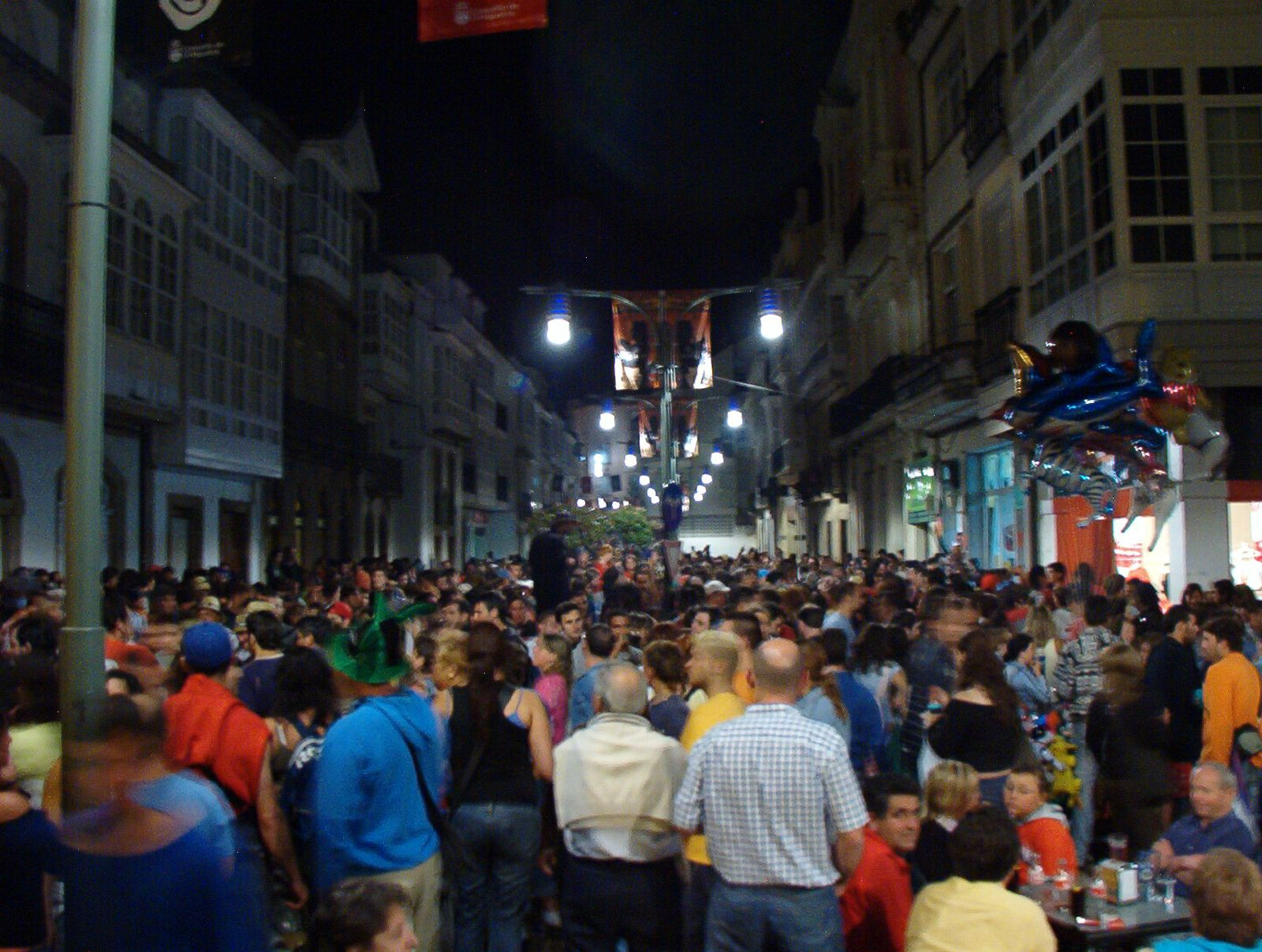
Ambiente festivo en las calles Ortigueira
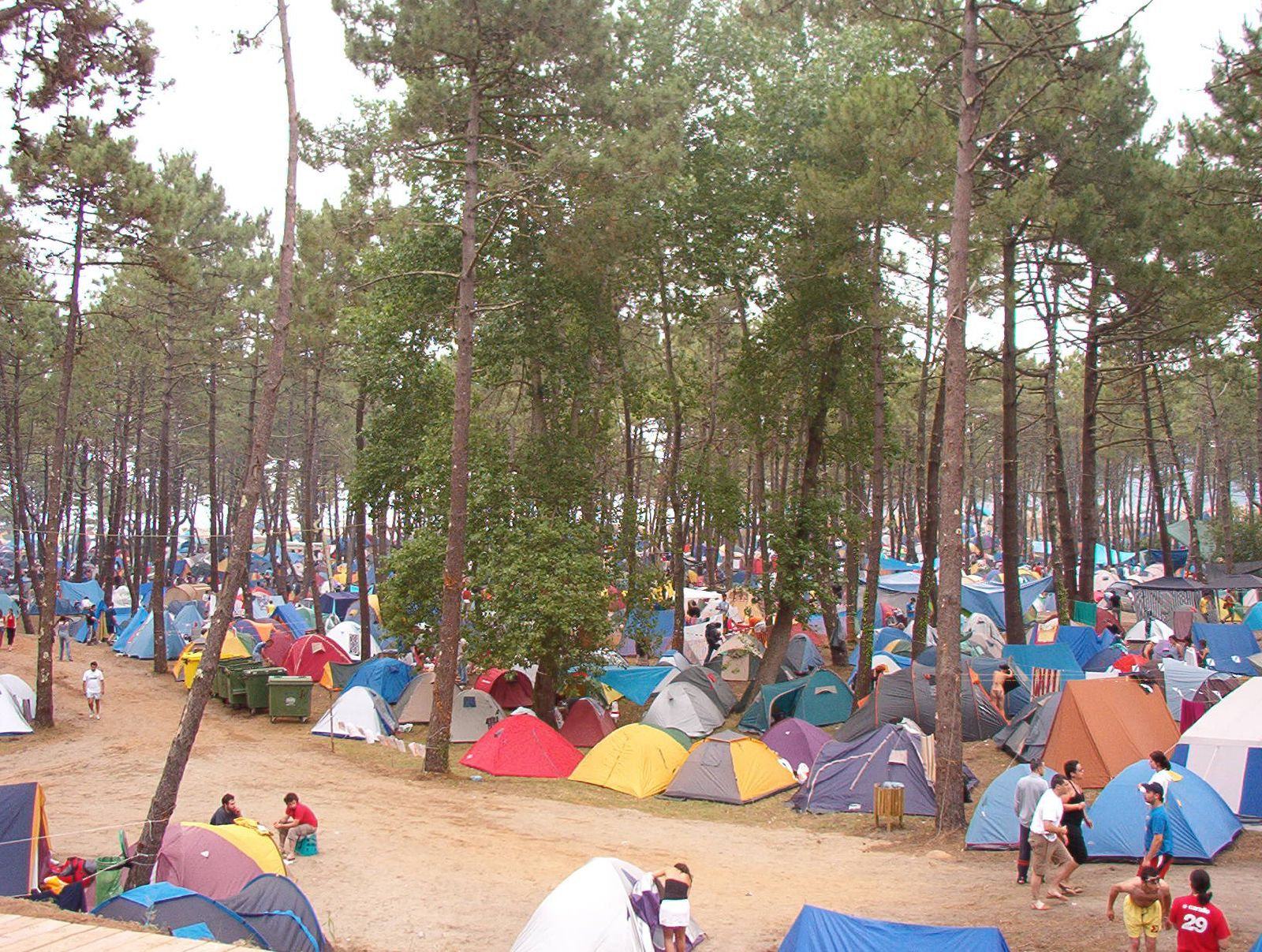
Zona de acampada en el pinar de la playa de Ortigueira
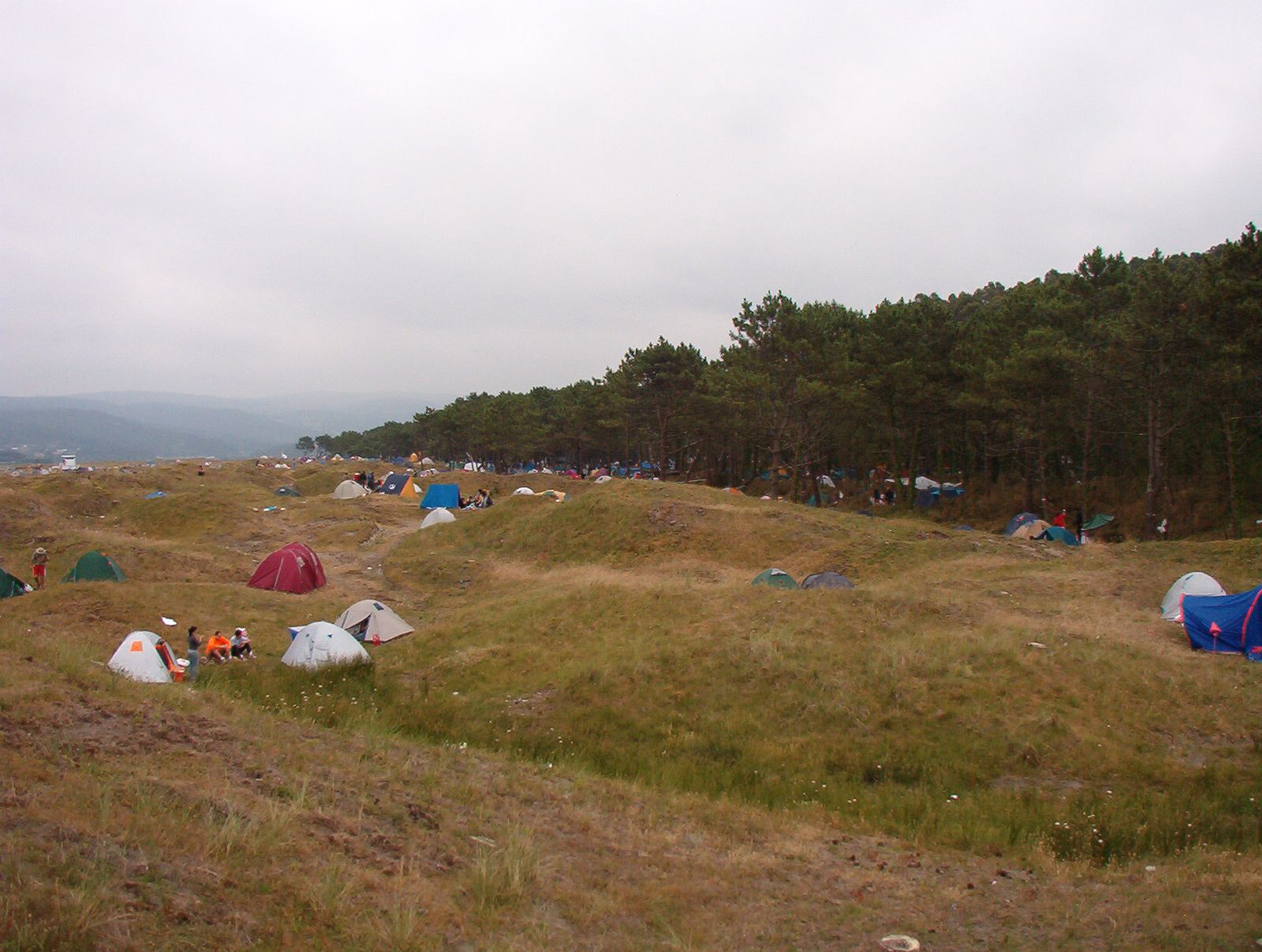
Zona de acampada en el pinar de la playa de Ortigueira
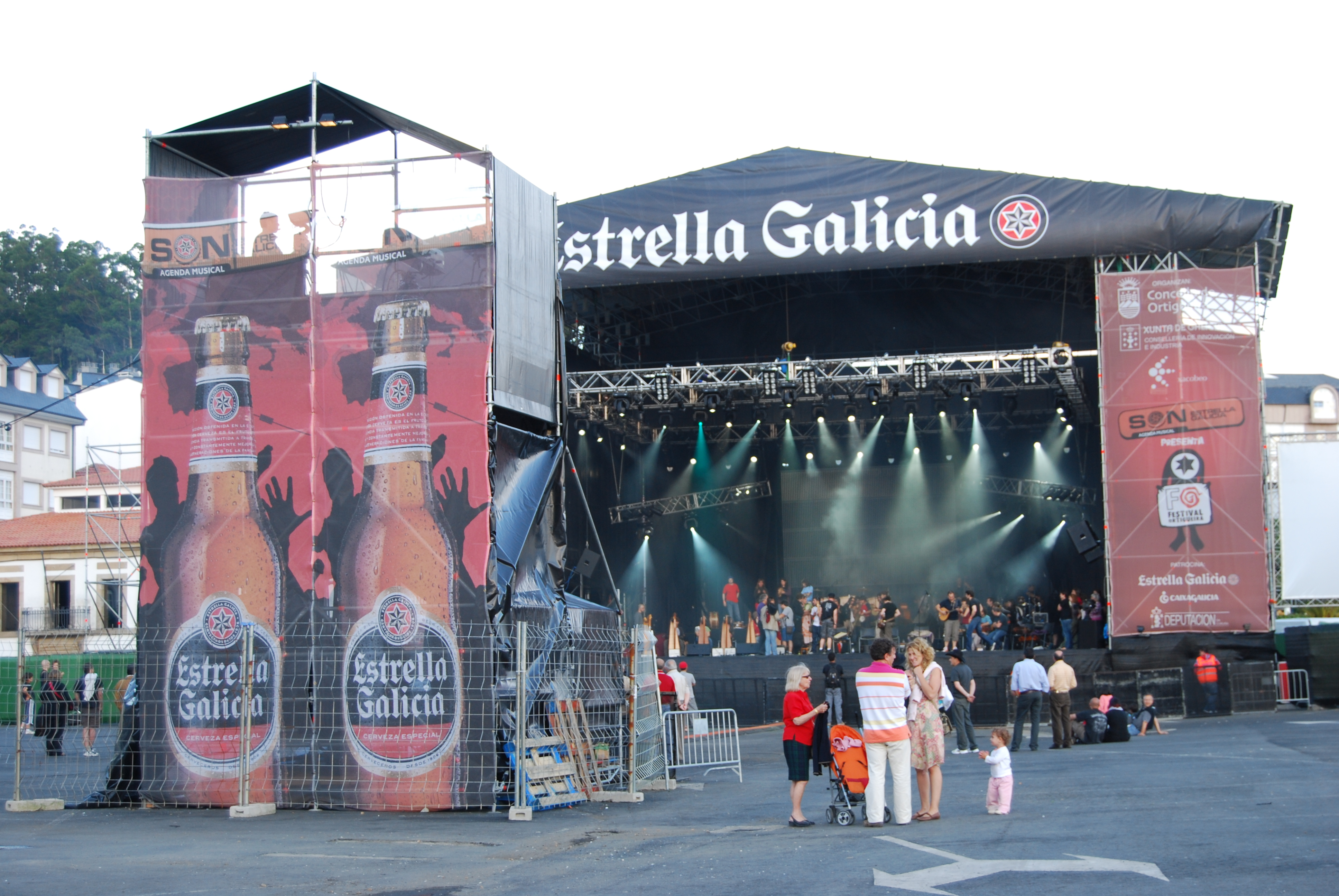
Escenario principal
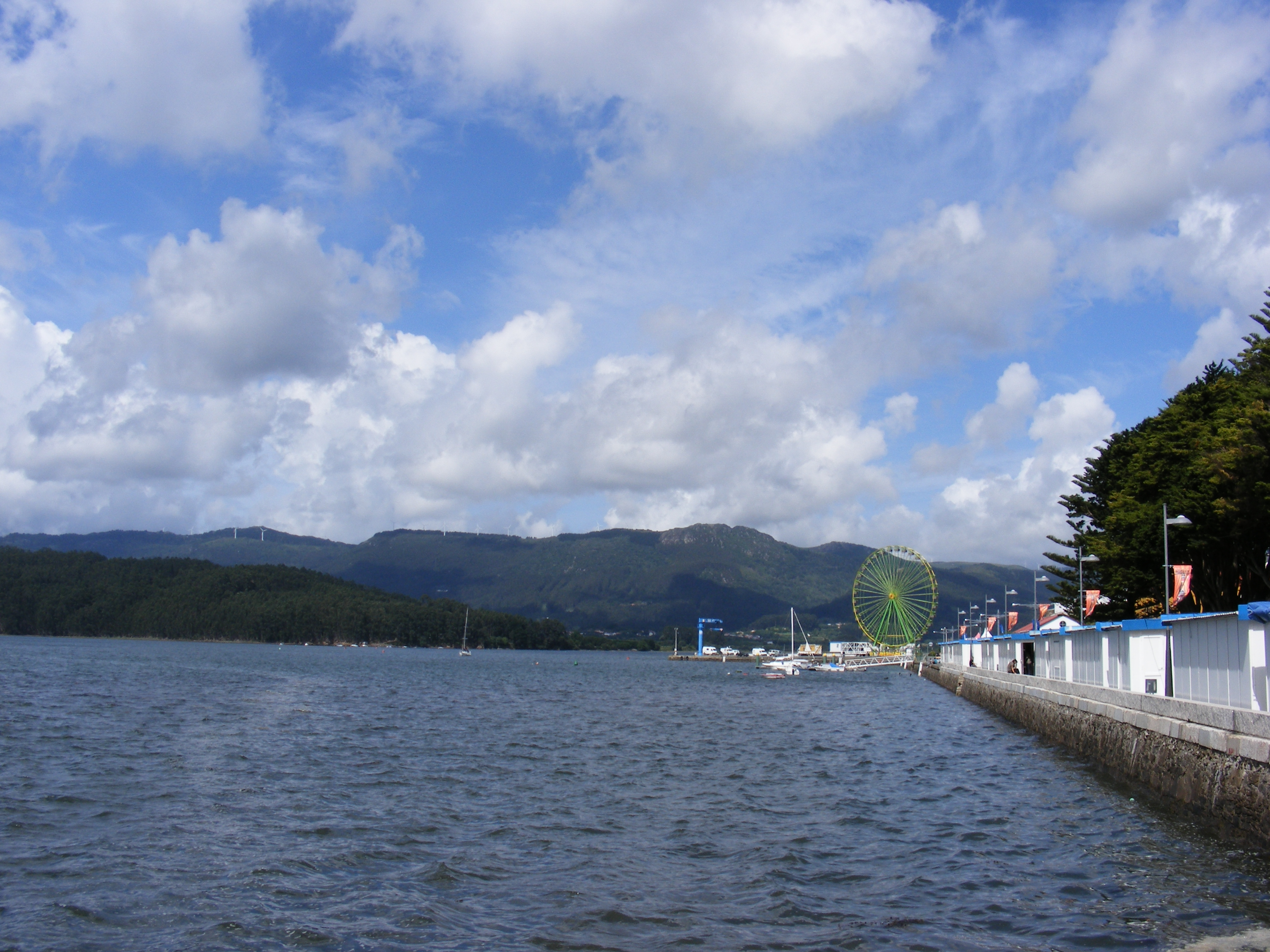
Puerto